# Klodiana Shala
Klodiana Shala (22 de agosto de 1979 en Tirana) es una de las atletas más populares de Albania. Compite en pruebas de velocidad preferentemente en los 200 m y 400 m lisos, donde sus mejores tiempos son 24,34s y 53,87s, respectivamente. Fue la abanderada de su país durante la ceremonia de apertura de los Juegos Olímpicos de Atenas 2004. Desde noviembre del 2002, recibió una beca por parte del programa Solidario Olímpico.

## Mejores marcas[1]
- 100 m 	- 11.71s (Barcelona, 6 de julio de 2005).
- 200 m 	- 23.55s (Göteborg, 10 de agosto de 2006).
- 400 m 	- 52.86 (Göteborg, 8 de agosto de 2006).
- 400 m vallas -	56.48s (Almería, 30 de junio de 2005).